# Acílio Faustino
Acílio Faustino (em latim: Acilius Faustinus) foi um nobre romano dos séculos III e IV, pertencente à classe senatorial. Em cerca de 300, seu nome ocorre em décimo lugar numa lista de senadores segundo a qual cada um contribuiu com 400 mil sestércios, quiçá para custear algum edifício em Roma. Devia ser filho de Acílio Glabrião, que aparece na mesma inscrição, que por sua vez era filho do cônsul de 256 Marco Acílio Glabrião. Seu outro avô, ou então seu bisavô, era o cônsul de 211 Mâncio Acílio Faustino.